# Ștefan Ilie (senator)
Ștefan Ilie (n. 2 august 1947) este un fost deputat în legislatura 1990-1992 pe listele FSN dar a demisionat pe data de 16 ianuarie 1992 și a fost înlocuit de deputatul Ștefan Ionescu. În legislatura 1990-1992, Ștefan Ilie a fost membru în comisia pentru drepturile omului, culte și problemele minorităților naționale. Ștefan Ilie a fost ales deputat pe listele PD în legislatura 1992-1996, validat pe data de 4 februarie 1993 dată la care l-a înlocuit pe deputatul Marin Ionică. În legislatura 1992-1996, Ștefan Ilie a fost membru în comisia pentru politică externă. Ștefan Ilie a fost ales senator în legislatura 1996-2000, în județul Dolj pe listele partidului PD, a fost membru în comisia pentru politică externă și în comisia pentru administrație publică, organizarea teritoriului și protecția mediului. În cadrul activității sale parlamentare în legislatura 1996-2000, senatorul Ștefan Ile a fost membru în grupurile parlamentare de prietenie cu Republica Coreea și cu Republica Federală Iugoslavia.